# Henry Allan Gleason (Botaniker)
Henry Allan Gleason (* 2. Januar 1882 in Dalton City, Illinois; † 12. April 1975 in New York City) war ein US-amerikanischer Botaniker und Ökologe. Eines seiner Spezialgebiete war die Systematik der Schwarzmundgewächse (Melastomataceae). Sein offizielles botanisches Autorenkürzel lautet „Gleason“.

## Leben
Mit 13 Jahren begann er mit botanischen Untersuchungen, die er danach in der Zeitschrift The American Naturalist veröffentlichte. Er studierte an der Universität von Illinois, wo er zum Bachelor of Science und zum Master of Arts graduierte. Nach einem Jahr als Dozent an der Universität von Ohio und einem Sommer als Zoologe, in dem er sich bei der Untersuchung der Isle Royale mit wirbellosen Tieren beschäftigte, unterstützte ihn ein Stipendium der Universität von Michigan bei taxonomischen Studien unter Nathaniel Lord Britton an der Columbia University. Dort promovierte er 1906.
Nach einigen Jahren als Dozent an den Universitäten von Illinois und Michigan unternahm er Feldforschungen der tropischen Vegetation auf den Philippinen, Java und Ceylon. 1918 berichtete er vor dem Torrey Botanical Club darüber, und unmittelbar danach bot ihm Nathaniel Lord Britton eine Arbeitsstelle am New York Botanical Garden an, die Gleason 30 Jahre lang innehatte.
Er füllte die Positionen eines Kurators, Oberkustos und stellvertretenden Direktors aus. Er war Herausgeber des Garden Journal, der Zeitschrift Addisonia und des Bulletin of the New York Botanical Garden. Ihm ist die Herausgabe, Überarbeitung und Erweiterung der Bände der North American Flora und der Plants of the Vicinity of New York zu verdanken. 1950 trat er offiziell in den Ruhestand und schrieb noch zwei nicht veröffentlichte Bücher: Die Autobiographie The Short and Simple Annals of Henry A. Gleason und Thumbnail Sketches of Botanists, die in den Archiven des New York Botanical Garden aufbewahrt werden.
Sein ältester Sohn, Henry Allan Gleason Jr (1917–2007), war Linguist an der Universität von Toronto. Sein jüngerer Sohn, Andrew Gleason (1921–2008), war Mathematiker an der Harvard-Universität.

## Werke (Auswahl)
Gleason schrieb über 235 Artikel und Bücher. Als einer der ersten Ökologen war sein Bestreben, durch Kombination morphologischer und geographischer Daten die Phylogenie und Ausbreitungsgeschichte der Pflanzengruppen zu erforschen. Am prägendsten wurden seine Arbeiten über das individualistische Konzept der Pflanzengemeinschaften
- „Of the various species which reach one spot of ground, the local environment determines which may live, depending on the individual physiological demands of each species separately“, „every species of plant is a law unto itself“, die Vegetation eines Ortes nicht mehr als eine „juxtaposition of individuals“ – und die Kontinuum-Hypothese.
- The flora of the prairies. B. S. Thesis. University of Illinois. 1901.
- A botanical survey of the Illinois River Valley sand region. Ill. State Lab. Nat. Hist., Bull. 7:149-194. 1907.
- On the biology of the sand areas of Illinois. II. A botanical survey of the Illinois River Valley sand region. Ill. Lab. Nat. Hist., Bull. 7:149-194. 1907.
- A virgin prairie in Illinois. Ill. Acad. Sci., Trans. 1:62. 1908.
- The vegetational history of a river dune. Ill. Acad. Sci., Trans. 2:19-26. 1909.
- Some Unsolved Problems of the Prairies. Bulletin of the Torrey Botanical Club 36(5): 265-271. 1909.
- The vegetation of the inland sand deposits of Illinois. Ill. Lab. Nat. Hist., Bull. 9:23-174. 1910.
- An Isolated Prairie Grove and Its Phytogeographical Significance. Botanical Gazette 53(1): 38-49. 1912.
- H. A. Gleason & Frank C. Gates: A Comparison of the Rates of Evaporation in Certain Associations in Central Illinois. Botanical Gazette 53(6): 478-491. 1912.
- The Structure and Development of the Plant Association. Bulletin of the Torrey Botanical Club 43: 463-481. 1917.
- On the Relation between Species and Area. Ecology 3(2): 158-162. 1922.
- The Vegetational History of the Middle West. Annals of the Association of American Geographers 12: 39-85. 1922.
- Species and Area. Ecology 6(1): 66-74. 1925.
- The Individualistic Concept of the Plant Association. Bulletin of the Torrey Botanical Club 53: 7-26. 1926.
- Further Views on the Succession-Concept. Ecology 8(3): 299-326. 1927.
- Is Sunusia an Association? Ecology 17(3): 444-451. 1936.
- The Individualistic Concept of the Plant Association. American Midland Naturalist 21(1): 92-110. 1939.
- The new Britton and Brown illustrated flora of the northeastern United States and adjacent Canada. 3. Aufl., New York, 1963.
- The natural geography of plants. New York, 1964
- Delving into the History of American Ecology. Bulletin of the Ecological Society of America 56(4): 7-10. 1975.
- Arthur Cronquist & H. A. Gleason: Manual of vascular plants of northeastern United States and adjacent Canada. 2. Aufl. 1991

## Ehrungen
Nach ihm wurde die Pflanzengattung Gleasonia Standl. aus der Familie der Rötegewächse (Rubiaceae) und Neogleasonia Maguire aus der Familie der Clusiaceae benannt.